# Matka Boża Jackowa – Przemyska

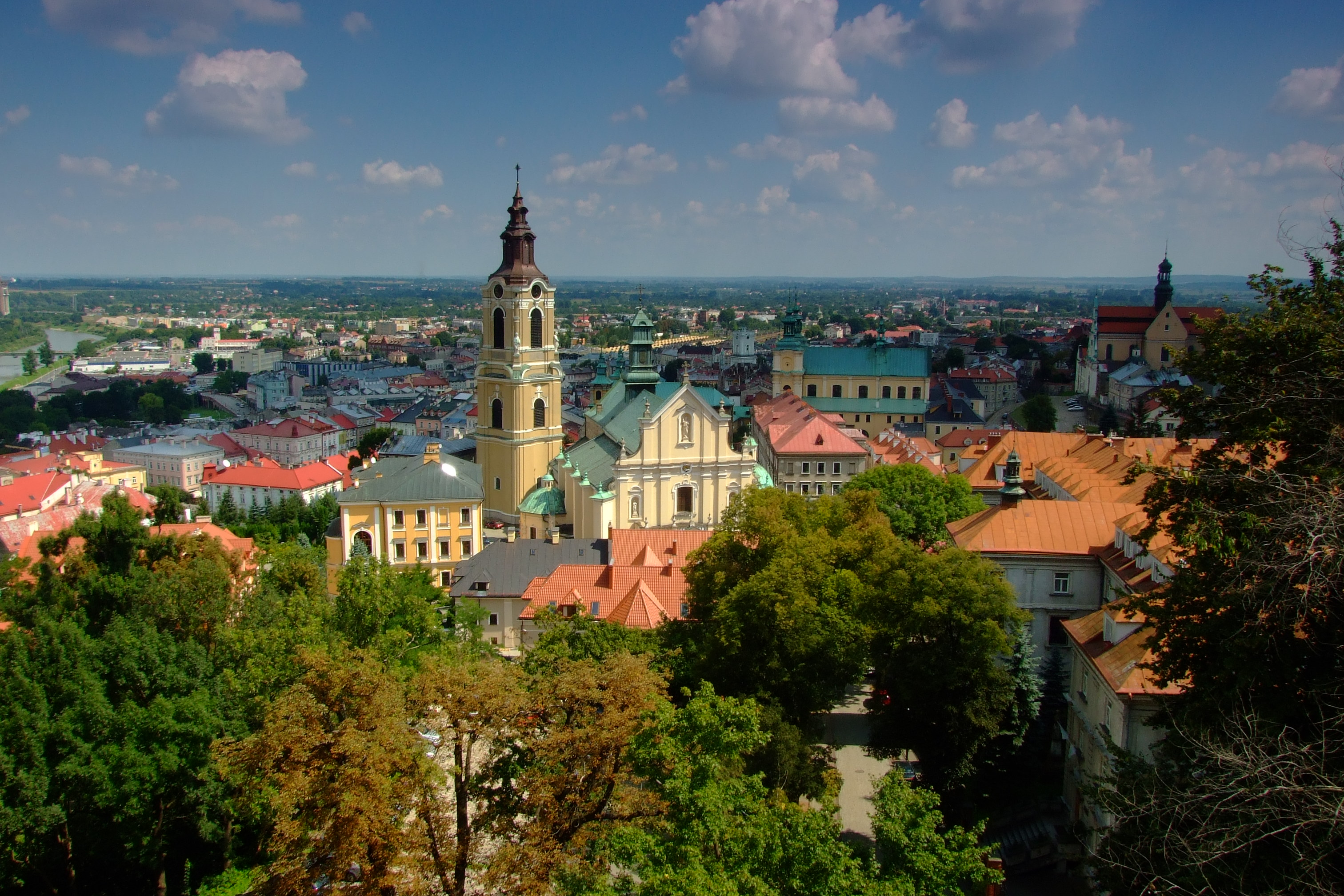
Bazylika archikatedralna w Przemyślu – miejsce kultu Matki Bożej Jackowej

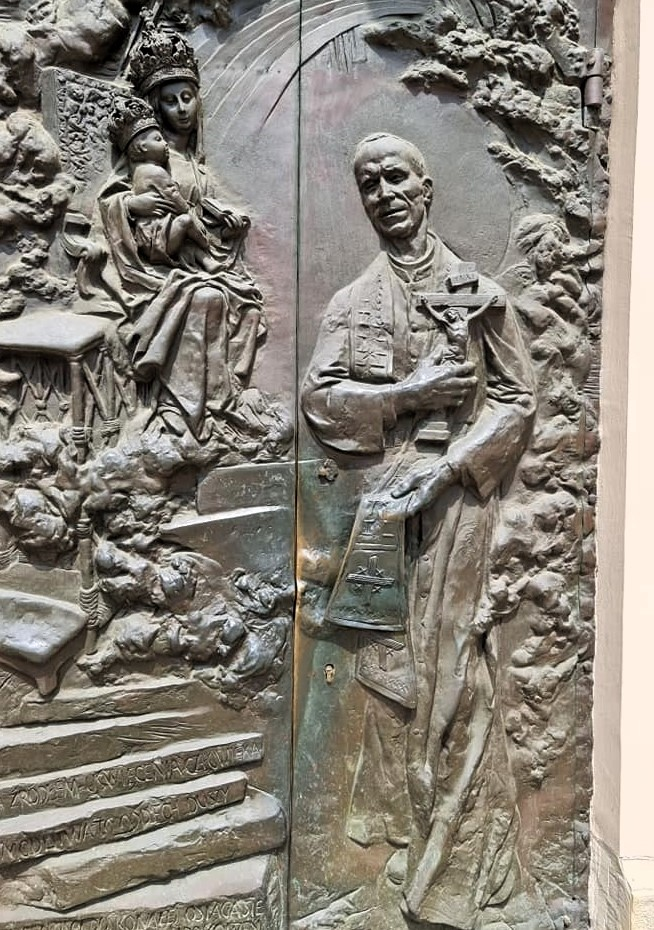
Drzwi do katedry przemyskiej (południowy przedsionek) z Matką Bożą Jackową (i bł. Janem Balickim)

Matka Boża Jackowa – Pani Przemyska – figura przedstawiająca Maryję z Dzieciątkiem, znajdująca się w nastawie bocznego ołtarza bazyliki archikatedralnej Wniebowzięcia Najświętszej Maryi Panny i św. Jana Chrzcielna w Przemyślu, otoczona kultem religijnym i uważana za cudowną.

## Historia
W jednym z ołtarzy archikatedry przemyskiej (obok prezbiterium po prawej stronie) znajduje się alabastrowa figura Matki Bożej tzw. Jackowej wykonana w stylu późnego gotyku. Statua Madonny jest wysoka na 60 cm, waży 36 kg. Według historyków sztuki powstała dopiero ok. roku 1460 (XV w.) w południowych Niemczech bądź w Niderlandach. Nie jest znana do końca historia przybycia figury Matki Boskiej do Przemyśla. Prawdopodobnie ok. roku 1596 lub 1605 figurę przekazała do Przemyśla Magdalena Dobrostańska ofiarując ją siostrom Dominikankom, następnie klasztorowi (kościołowi) Dominikanów. Po kasacie józefińskiej kościoła i klasztoru dominikańskiego, między 1786 a 1788 r., cudowny wizerunek NMP przeniesiony został do przemyskiej katedry, w której znajduje się do dziś w prawym bocznym ołtarzu. Statua Matki Bożej Przemyskiej przetrwała wojny i inne kataklizmy, w tym pożar dachu katedry wywołany od armatnich pocisków w dniu 25 czerwca 1941 (ocalała wówczas figura i wnętrze katedralne). Dla figury na przełomie XIX i XX w. w pracowni Ferdynanda Majerskiego wykonano specjalny neobarokowy ołtarz. Centralne miejsce ołtarza zajmuje cudowna figura, po bokach ustawiono rzeźby św. Jacka (po lewej) i bł. Czesława (po prawej), zaś w zwieńczeniu Wniebowzięcie NMP na tle promienistej glorii; na zasuwie umieszczono obraz Matki Bożej Różańcowej w otoczeniu św. Dominika i św. Katarzyny Sieneńskiej. Pod figurą z tronem widnieje napis: „POD TWOJĄ OBRONĘ UCIEKAMY SIĘ ŚWIĘTA BOŻA RODZICIELKO!”. Figura Matki Bożej Przemyskiej wraz z ołtarzem była odnawiana (ostatnio) w 2024 r.
Figura Matki Bożej, także nazywana Jackową, znajduje się w bazylice oo. dominikanów w Krakowie. Ona również została przeniesiona ze Lwowa. Do której figury nazwa „Jackowa” jest bardziej właściwa jest nadal kwestią nierozstrzygniętą.

### Legenda o przybyciu figury
Legenda podaje, że ok. 1240 do klasztoru ojców Dominikanów w Przemyślu przybył św. Jacek Odrowąż, który uciekając z Kijowa przed Tatarami zabrał ze sobą figurę Matki Boskiej i zostawił ją w kościele zakonnym w Przemyślu. Uciekający św. Jacek miał usłyszeć kobiecy głos (Matki Boskiej) po zabraniu tylko Najświętszego Sakramentu: „Jacku, dlaczego to czynisz? Zabierasz mego syna, a mnie chcesz opuścić i pozostawić na niechybną zgubę?”. Po tych słowach św. Jacek miał zabrać także figurkę Matki Bożej z Dzieciątkiem Jezus.

## Opis figury
Łaskami słynąca statua, przedstawia siedzącą na srebrnym tronie Matkę Boską. W XVIII wieku tron został obity srebrną, trybowaną blachą. Maryja jest przedstawiona w sukni przewiązanej w pasie, głowa jej jest okryta chustą, która opada na jej ramiona. Na prawej ręce trzyma swego syna – Dzieciątko Jezus, spoglądając na niego z troską i miłością (pełna zadumy). Jezus ukazany jest jako beztroskie dziecko bawiące się paluszkiem u swej nogi, jednocześnie wpatrujące się w piękną i spokojną twarz swej matki. Lewą rączką Jezus pociąga chustę matki. Na lewej dłoni Maryi wspiera się otwarta księga. Twarz Przemyskiej Madonny jest owalna, o lekko wydatnym nosie i zarysowanych ustach. Palce prawej dłoni, którymi podtrzymuje Jezusa są długie i lekko zgięte, natomiast lewa dłoń podtrzymująca książkę jest lekko wygięta ku górze. Na głowach Madonny i Jezusa umieszczone są korony.

## Kult Madonny Jackowej
Od samego początku figura Matki Bożej Jackowej była uważana za cudowną. Czczona przez wieki figura Jackowej Madonny ogłoszona została „cudowną” przez biskupa Wacława Sierakowskiego (dekretem z 28 lipca 1760 r.). Figura została ukoronowana papieskimi koronami 15 sierpnia 1766 roku przez kanclerza kapituły katedralnej biskupa Ignacego Krzyżanowskiego w zastępstwie biskupa Walentego Wężyka – ówczesnego ordynariusza diecezji przemyskiej. Koronacja ta odbyła się na błoniach reformackich (obecnie stacja kolejowa) w której uczestniczyło ok. 30000 pielgrzymów. O wielkim kulcie świadczył fakt, iż austriaccy nie zabrali z figury koron z obawy przed wzburzeniem ludu. Przy figurze znajdują się wota (kiedyś było ich więcej ale wielokrotnie ulegały konfiskacie) m.in. różne różańce, koraliki, serca, nogi, medaliki z wizerunkiem Pana Jezusa i Matki Bożej. Wśród ofiarowanych wotów znajduje się pierścień abpa Jerzego Ablewicza, który otrzymał od diecezji przemyskiej z okazji 25. rocznicy służby biskupiej. Pierścień ten biskup Ablewicz podarował Madonnie Jackowej jako podziękowanie za opiekę. Od 9 listopada 2024 r. figura jest uroczyście odsłaniana (rano) i zasłaniana (wieczorem) obrazem NMP Różańcowej. Przy odsłanianiu i zasłanianiu słychać intradę w kanwie pieśni (do MB Jackowej) „Panno najświętsza w grodzie naszym czczona” specjalnie skomponowaną dla tej figury. Jej autorem jest Paweł Goliński (kompozytor, dyrygent i absolwent Akademii Muzycznej w Katowicach).
O wciąż trwającym kulcie świadczą nabożeństwa maryjne sprawowane przed wizerunkiem Matki Bożej Przemyskiej, są to m.in. nabożeństwa: październikowe, majowe i (od 1986) fatimskie. Od środy 25 stycznia 1956 rozpoczęto celebrować nieustającą nowennę do Matki Bożej, w każdą środę z odczytywaniem próśb i podziękowań. Wśród wielu opisów o cudowności figury zachowały się między innymi: cudowne uzdrowienia, ocalenia życia, a nawet wskrzeszenia zmarłych. Parafia katedralna to sanktuarium maryjne ze względu na obecność łaskami słynącej figury Matki Bożej Jackowej; co roku obchodzony jest odpust parafialny, 15 sierpnia w uroczystość Wniebowzięcia NMP. Wierni często śpiewają Godzinki ku czci NMP oraz pieśni lokalne na cześć Matki Bożej Przemyskiej, jednią z nich ułożył bp pomocniczy przemyski Wojciech Tomaka (wielki czciciel Matki Bożej Jackowej). Z kultem Madonny Jackowej są związane bractw: Różańcowe i Apostolstwa Modlitwy. Figura Matki Boskiej Jackowej – Pani Przemyskiej nazywana jest przez wiernych łaskawą bądź cudowną. Praktykowany jest zwyczaj aby udawać się przed ołtarz Bogarodzicy i zawierzać: dzieci po chrzcie świętym, młode pary po przyjęciu sakramentu małżeństwa, maturzystów przed egzaminami. Do ołtarza Madonny udaje się też wiele osób nawiedzających katedrę lub po zakończonych nabożeństwach na prywatną modlitwę. Wśród wielu osób przed wizerunkiem modlili się św. bp Józef Sebastian Pelczar i bł. ks. Jan Balicki. 
Jedne z rzeźbionych brązowych drzwi (południowy przedsionek boczny) do archikatedry przedstawiają postać bł. ks. Balickiego oraz Matkę Boską Jackową. Do katedry przybywa wielu pielgrzymów (także spoza Przemyśla) ze względu na kult Matki Bożej Jackowej (oraz św. Józefa Pelczara i bł. Jana Balickiego, których doczesne szczątki znajdują się w archikatedrze).